# Michael Neumayer
Michael Neumayer (nascido em 15 de janeiro de 1979, em Bad Reichenhall) é um saltador de esqui da Alemanha. Compete desde 2001.
Conquistou uma medalha de prata na pista normal por equipes no Campeonato Mundial de Esqui Nórdico de 2005 em Oberstdorf. Neumayer também conquistou um bronze no evento por equipes no Campeonato Mundial de Voo de Esqui de 2006.
Em 2010 conquistou a medalha de prata na pista longa por equipes durante os Jogos Olímpicos de Vancouver.